# Рыбин, Иван Михайлович
Иван Миха́йлович Ры́бин (1873 — после 1918) — русский архитектор; личный почётный гражданин.

## Биография

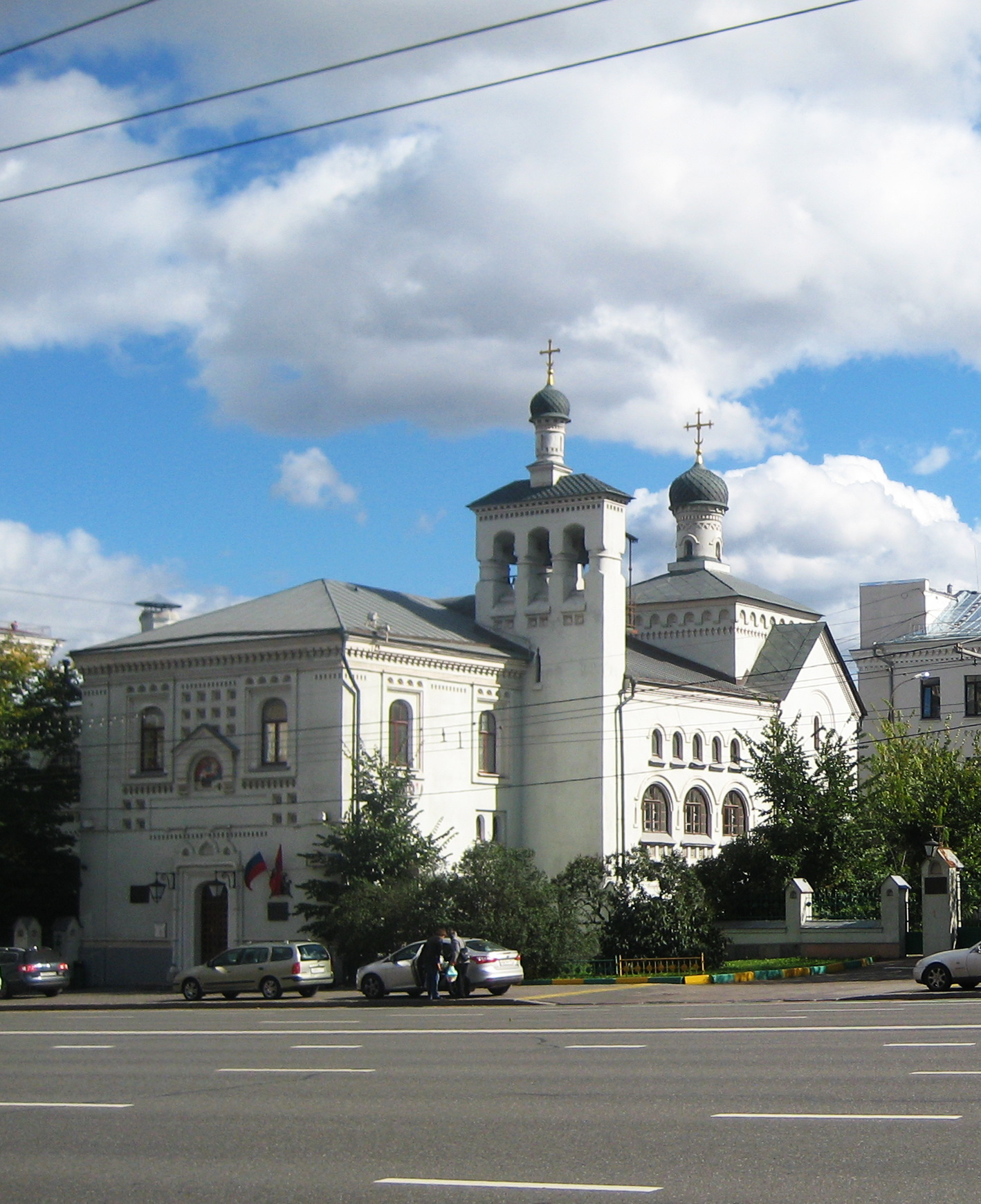
Ленинский проспект, № 27 — Больница для неизлечимых и богадельня имени Ивана и Александры Медведниковых (Медведниковская больница) с церковью Тихвинской иконы Божией Матери (1900—1903, 1908, архитектор С. У. Соловьёв, при участии архитектора И. М. Рыбина), сейчас — Центральная клиническая больница им. святителя Алексия

В 1900 году окончил Московское училище живописи, ваяния и зодчества (МУЖВЗ), в 1902 году — Императорскую Академию Художеств со званием художника-архитектора. В 1906 году назначен московским участковым архитектором. Работал помощником архитектора Л. О. Васильева на сооружении Алексеевской психиатрической больницы (Загородное шоссе, 2).
Также работал помощником архитектора С. У. Соловьёва на его частных постройках:
- Сергиевском приюте (Погодинская улица, 10)
- Николаевских (Ходынских) казарм (улица Поликарпова, 19—21)
- Медведниковская больница (Ленинский проспект, 27)
- Добрынинской общине (пос. Добрыниха, Домодедовский район Московской области).

Участвовал в конкурсах на проект дома Московского купеческого собрания (4-я премия, совместно с А. М. Гуржиенко), проект церкви в Кашине (3-я премия), проект перестройки здания МУЖВЗ (1-я премия). В 1912—1913 годах выезжал за границу вместе с архитектором И. П. Машковым, где они изучали здания ломбардов.
С 1918 года — член Технического совета при Бюро Московского совета районных дум. Жил в Москве на Новой Басманной улице, 39.
Семья
Жена — Мария Васильевна Адлерберг.
Сын Валентин, родился 9 (22) мая 1910 года и в тот же день был крещён (протоиереем Михаилом Суворовским) в Преображенской церкви в Богородском.

## Проекты и постройки
- Станционные и жилые здания Окружной железной дороги (1906, Москва);
- Ломбард (1908, Москва, Большая Спасская улица, 19);
- Центральный городской ломбард (1912—1913, Москва), не осуществлён[1];
- Жилой дом, совместно с Н. К. Жуковым (1914, Москва, Донская улица, 21), не осуществлён[5];
- Перестройка церкви (?, близ Клина);
- Сельская школа (?, близ станции Подсолнечной);
- Больница, богадельная, водонапорная башня в Добрынинской общине (?, пос. Добрыниха, Домодедовский район Московской области).